# جولي كورمان
جولي كورمان (بالإنجليزية: Julie Corman)‏ هي منتجة أفلام أمريكية، ولدت في 22 يونيو 1942.

## وصلات خارجية
- جولي كورمان على موقع IMDb (الإنجليزية)
- جولي كورمان على موقع قاعدة بيانات الفيلم (الإنجليزية)